# Brachygluta intricata
Brachygluta intricata är en skalbaggsart som först beskrevs av Thomas Casey 1894.  Brachygluta intricata ingår i släktet Brachygluta och familjen kortvingar. Inga underarter finns listade i Catalogue of Life.